# فريسة (فلم 2007)
فريسة (بالإنجليزية: Prey) هو فيلم مغامرة وإثارة تم انتاجه في الولايات المتحدة وصدر سنة 2007. من بطولة بريدجيت مويناهان، بيتر ويلر وكارلي شرودر.

## القصة
عائلة أمريكية مكونة من أب وأم وطفلة وطفل تذهب في زيارة إلى افريقيا وبعد مدة تذهب الأم والطفلين مع دليل للتجول بسيارة في الأدغال وأثناء هذا يضطر الطفل للتبرز لذا يخرج هو والدليل وتبقى الأم والطفلة في السيارة، وعندها يكتشفان أنهما في عرين الأسود لذا تهاجمهم وتقتل الدليل وتأكله، لكن الطفل ينجو ويعود إلى السيارة في الوقت المناسب، وحينها يجد الابن والابنة والأم نفسهم محاصرين في عرين الأسود والشيء الوحيد الذي يفصلها عنهم هي السيارة.

## روابط خارجية
- مقالات تستعمل روابط فنية بلا صلة مع ويكي بيانات
- فريسة على IMDB
- فريسة على Rotten Tomatos